# Tomáš Enge
Tomáš Enge (Liberec, 11 settembre 1976) è un pilota automobilistico ceco.
Ha partecipato a 3 Gran Premi in Formula 1 nel 2001, prima di trasferirsi in America per gareggiare nella Indy Racing League. È stato il primo pilota di Formula 1 proveniente da un paese dell'Europa ex comunista.

## Carriera

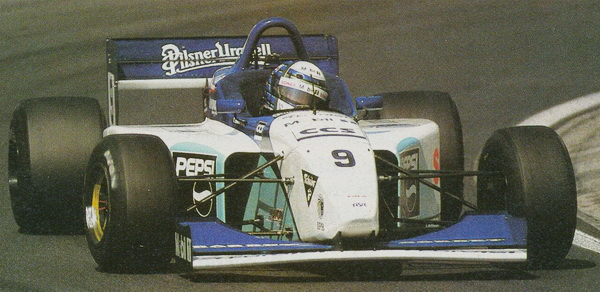
Enge nell'anno del suo debutto in Formula 3000

Enge cominciò la sua carriera a 16 anni correndo nelle competizioni nazionali della Repubblica Ceca.
Nel 1998, all'età di 22 anni, partecipò per la prima volta al campionato di Formula 3000, a partire dall'ottava gara in calendario a Hockenheim. All'ultima gara il pilota ceco riuscì a conquistare un punto. Nel 1999 e 2000 entrò in Formula 1 ricoprendo il ruolo di collaudatore per il team Jordan; continuò a gareggiare in Formula 3000 anche per gli anni successivi, ottenendo nel 2000 la prima vittoria e nel 2001 il suo miglior risultato nella categoria. Sempre nel 2001 Enge venne chiamato dalla Prost, in Formula 1, per sostituire Burti, ottenendo come miglior risultato un dodicesimo posto.

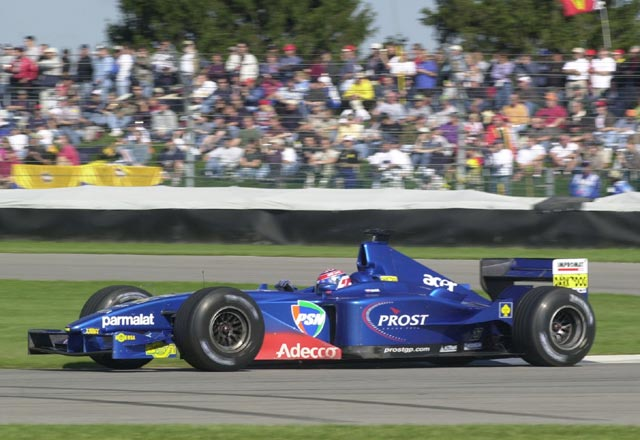
Enge al volante della Prost

Tornato alla F3000 nel 2002, vinse il campionato, battendo piloti del calibro di Sébastien Bourdais e Giorgio Pantano, ma a fine stagione fu trovato positivo a un test antidoping: a causa di questo perse il titolo e gli fu revocata la superlicenza.
Nel 2004 tornò a correre, sempre in F3000, giungendo quarto a fine anno.
Nel 2005 il ceco passò al campionato americano IRL, concludendo sedicesimo e ottenendo come miglior risultato un quinto posto. Contemporaneamente corse in A1 Grand Prix, come rappresentante della Repubblica Ceca.
Enge ha inoltre partecipato alla 24 Ore di Le Mans dal 2002 al 2006. 
Nel giugno 2012 viene trovato nuovamente positivo a un controllo antidoping avvenuto dopo l'appuntamento del Campionato FIA GT svoltosi in Navarra; il pilota viene sospeso precauzionalmente dal disputare corse. Successivamente fece ricorso contro la squalifica presentando certificati medici per giustificare l'assunzione di farmaci per una situazione di cardiovascolarità cronica.

## Risultati F1
| 2001 | Scuderia | Vettura    |  |  |  |  |  |  |  |  |  |  |  |  |  |  |    |    |     | Punti | Pos. |
| ---- | -------- | ---------- |  |  |  |  |  |  |  |  |  |  |  |  |  |  | -- | -- | --- | ----- | ---- |
| 2001 | Prost    | Prost AP04 |  |  |  |  |  |  |  |  |  |  |  |  |  |  | 12 | 14 | Rit | 0     | 24º  |

| Legenda | 1º posto     | 2º posto | 3º posto    | A punti         | Senza punti/Non class.  | Grassetto – Pole position Corsivo – Giro più veloce |
| Legenda | Squalificato | Ritirato | Non partito | Non qualificato | Solo prove/Terzo pilota | Grassetto – Pole position Corsivo – Giro più veloce |